# Versamento pleurico
Per versamento pleurico si intende una raccolta di liquido nel cavo pleurico superiore a quella fisiologicamente presente (10-20 ml).

## Epidemiologia
La prevalenza di versamento pleurico negli stati industrializzati è di 320 casi ogni 100 000 abitanti, mentre l'incidenza negli USA è stimata intorno a 1 300 000 nuovi casi per anno. Le malattie che rappresentano più del 90% delle cause di versamento pleurico sono lo scompenso cardiaco, le malattie infettive polmonari, le malattie neoplastiche  e l'embolia polmonare.

## Eziologia e patogenesi
Il versamento pleurico si verifica o per un'aumentata produzione di liquido o per un inadeguato riassorbimento. Moltissime malattie sono in grado di interferire con questi due processi; in particolare si riconoscono 2 grandi gruppi di patologie, in base alla capacità di dare un versamento di tipo essudatizio o trasudatizio (vedi profilo diagnostico).

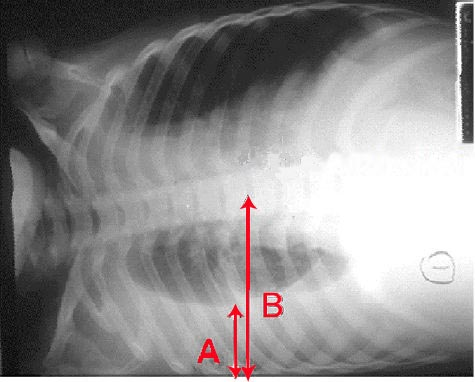
Radiografia del torace che mostra un importante versamento pleurico (A) che occupa più della metà dell'emitorace destro (B).

## Clinica
I segni e i sintomi apprezzabili in corso di versamento pleurico sono strettamente correlati alla patologia di base; in relazione all'entità del versamento, il soggetto mostrerà dispnea, dolore toracico, cianosi, anemia e febbre. I segni apprezzabili all'esame obiettivo sono (nel polmone colpito):
- Fremito vocale tattile diminuito
- Murmure vescicolare diminuito
- Soffio pleurico

Un reperto estremamente suggestivo di versamento pleurico è l'ottusità plessica che può comparire anche associata ottusità mobile e declive demarcata dalla linea di Damoiseau-Ellis valutabile con la percussione.

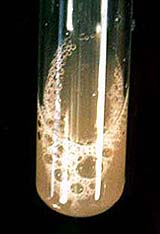
Liquido pleurico; la torbidità del liquido si associa con la presenza di fibrina, reperto tipico delle forme di polmonite interstiziale.

### Diagnostica
Nel soggetto con un quadro anamnestico ed obiettivo compatibile con il versamento pleurico, l'esame di primo livello è rappresentato dalla radiografia del torace che mostra la presenza di liquido declive e radiopaco nel polmone colpito. La TC è invece un esame di secondo livello utilizzato nei casi in cui si voglia identificare un quadro peculiare o la patologia causale sottostante.

#### Analisi del liquido pleurico
Una volta raccolto il liquido pleurico attraverso la toracentesi, si deve procedere all'analisi del liquido pleurico, procedura in grado di discriminare tra liquido essudatizio e trasudatizio. Macroscopicamente, si presenta in condizioni normali di colore giallo citrino.
I reperti suggestivi per l'origine essudativa sono i cosiddetti criteri di Light:
- Rapporto tra le proteine presenti nel liquido pleurico e le proteine sieriche >0,5
- Rapporto tra LDH del liquido pleurico e LDH sierica >0,6
- Valore LDH del liquido pleurico superiore di più dei due terzi del limite superiore del range di riferimento dell'LDH sierica o, in termini assoluti, >200 UI.

Nei casi in cui sia ancora dubbia la natura del liquido può essere opportuno valutare il gradiente tra l'albumina sierica e l'albumina nel liquido pleurico; se il gradiente è >1,2 mg/dL si può ragionevolmente ritenere che il liquido sia di origine trasudatizia.

##### Versamenti pleurici trasudatizi
I versamenti pleurici trasudatizi più comuni sono dovuti a Insufficienza cardiaca congestizia, Cirrosi epatica, Embolia polmonare, Sindrome nefrosica.
- Versamento pleurico di origine cardiaca: Questo tipo di versamento è dovuto al fatto che la parte di liquido in eccesso negli spazi polmonari interstiziali fuoriesce nel cavo pleurico e si deposita nelle zone declivi. Il versamento è quasi sempre bilaterale e di pari dimensioni nei due emitoraci; la diagnosi è supportata dal quadro anamnestico che testimonia la presenza di insufficienza cardiaca. Il versamento tende a risolversi spontaneamente in seguito alla somministrazioni di diuretici.
- Versamento da cirrosi epatica: Tale versamento si reperta nel 5% dei pazienti con ascite[1]. La patogenesi è innescata, oltreché dalla ipoalbuminemia, dalla comunicazione attraverso piccole lacune diaframmatiche tra peritoneo e pleura (nel qual caso il versamento si chiama idrotorace epatico). Il quadro radiologico mostra tipicamente un interessamento più intenso del emitorace destro accompagnato da una grave dispnea.
- Versamento da embolia polmonare: Tale versamento può essere sia essudatizio (più frequente[6]) che trasudatizio. Reperti tipici sono la presenza di versamento monolaterale in un soggetto in cui è comparsa dispnea improvvisa e con quadro scintigrafico e radiologico compatibile[5].
- Versamento da sindrome nefrosica: Tale versamento si riscontra frequentemente nei paziente con grave edema e stato anasarcale. Riscontrare una proteinuria superiore a 3-3,5 g/l con oliguria od altri parametri che orientino verso la patologia renale, unitamente alla presenza di idropericardio e idroperitoneo, sono reperti più che sufficienti per porre diagnosi di stato anasarcale dovuto a sindrome nefrosica[7].

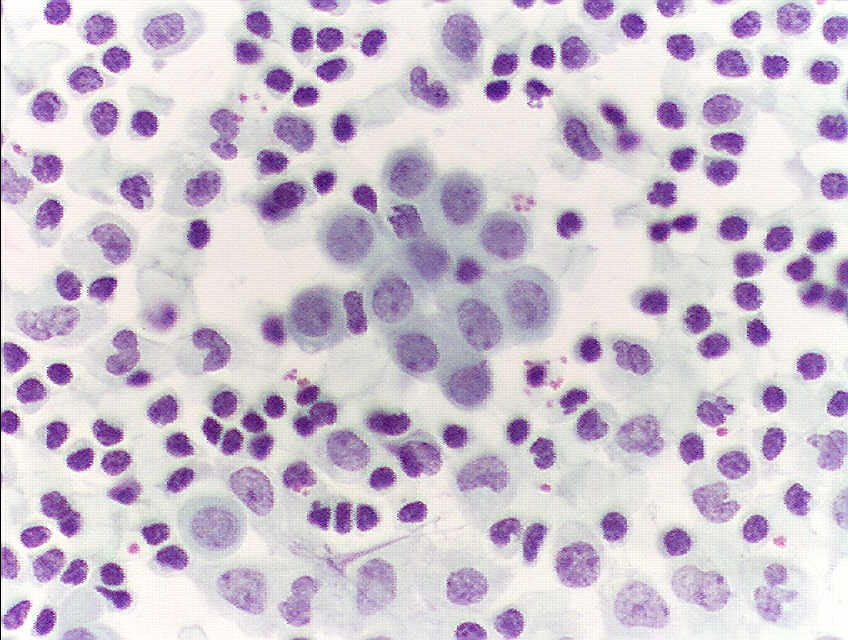
Colorazione di Papanicolau del liquido pleurico. Ingrandimento a 400x. Sono visibili istiociti, linfociti e cellule mesoteliali in assenza di reperti citologici atipici.

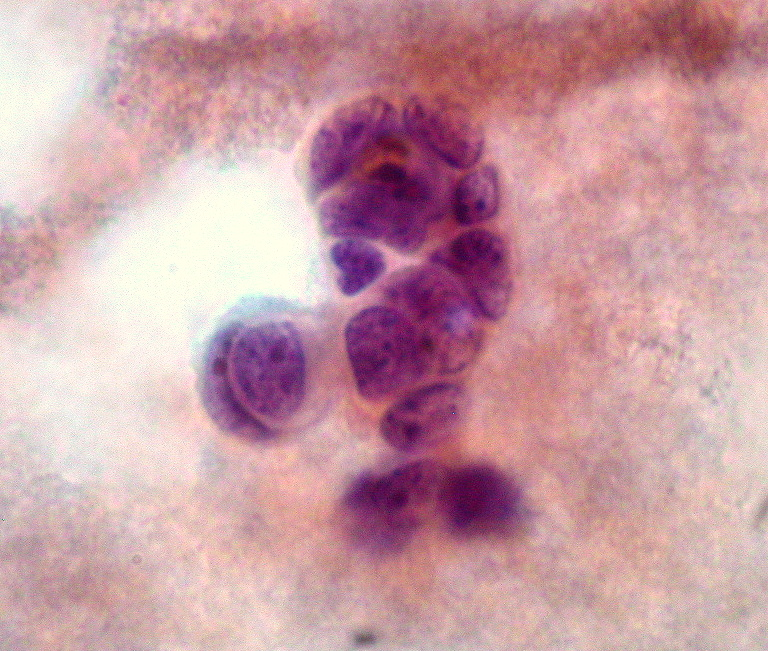
Colorazione di Papanicolau del liquido pleurico. Sono presenti cellule con grande nucleo e cromatina finemente dispersa, scarso citoplasma e margini cellulari sfumati. Il reperto è compatibile con versamento pleurico secondario a carcinoma polmonare a piccole cellule.

##### Versamenti pleurici essudatizi
I versamenti pleurici essudatizi più comuni sono dovuti a Polmonite batterica (versamento parapneumonico), Neoplasie maligne, Infezioni virali, Embolia polmonare.
- Versamento parapneumonico: Con questa dizione si fa riferimento al versamento pleurico in corso di polmonite di natura batterica, causa più frequente di versamento negli USA[2]. Tale stretta relazione impone la ricerca di versamento pleurico ogni volta che si è verificata la presenza di polmonite, soprattutto se accompagnata a dolore toracico[7]. Una raccolta pleurica saccata (non diffusa, limitata ad una sola sezione del cavo pleurico), un pH del liquido pleurico <7,2 e una concentrazione di glucosio inferiore a 60 mg/dl sono dei reperti che assumono valore patognomonico se accompagnati dall'analisi microbiologica che attesti la presenza di batteri nelle colture e nei campioni isolati[1]; nei casi in cui si ha raccolta di pus nel cavo pleurico si parla di piotorace o empiema pleurico. Un quadro particolare di infezione batterica è quella sostenuta da parte Mycobacterium tubercolosis; in tali casi si dovrebbe ricercare il bacillo nell'espettorato o rilativi antigeni nel siero del paziente[8].
- Versamento pleurico secondario a neoplasie maligne: I tumori maligni che più comunemente danno versamento pleurico sono il tumore del polmone, il carcinoma della mammella e il linfoma[6]. La diagnosi può essere posta ogni volta che si mostra un versamento in seguito a neoplasia toracica già precedentemente nota e all'analisi citologica liquido raccolto[6]. Questo tipo di versamente rappresenta un fattore prognostico estremamente negativo, in quanto si associa con malattia neoplastica avanzata e non trattabile con chemioterapia[1][6]. Il mesotelioma pleurico diffuso è un'altra condizione che molto frequentemente è associato a versamento pleurico.
- Versamento pleurico secondario ad infezioni virali: Moltissimi virus sono in grado di sostenere quadri polmonari con conseguente coinvolgimento pleurico; tra questi i più importanti sono il virus della varicella-zoster, gli Hantavirus, il Morbillivirus , i Paramyxovirus e gli Orthomyxovirus[8]. I virus più comunemente isoltati nei versamenti pleurici e pericardici senza interessamento polmonare e cardiaco sono gli Echovirus e i Coxsackie virus[9]. I soggetti con AIDS raramente hanno versamento pleurico; nel caso in cui si presenti, si deve ricercare il possibile ruolo del sarcoma di Kaposi[1].
- Altre cause di versamento essudatizio: In corso di pancreatite è possibile rilevare un versamento pleurico con elevate concentrazioni di amilasi; tuttavia questo enzima può essere rilevabile nel liquido pleurico anche per rottura esofagea secondaria a traumi toracici[1].

### Chilotorace
Un'entità clinico-patologica a sé stante è rappresentata dal chilotorace, spesso dovuto alla rottura del dotto toracico in seguito a tumori, traumi toracici o post chirurgia. In questi casi la concentrazione di trigliceridi nel liquido pleurico è superiore a 110 mg/dl.

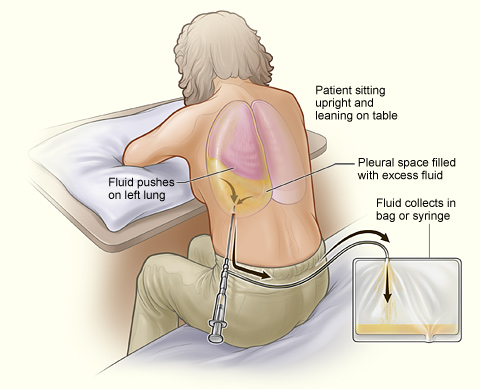
Toracentesi

### Emotorace
Si parla di emotorace quando l'ematocrito del liquido pleurico è maggiore del 50% rispetto a quello del sangue periferico. Ogni causa in grado di ledere un vaso polmonare o un vaso pleurico può associarsi ad emotorace; frequentemente si riscontra in corso di neoplasie o traumi toracici.

## Terapia
In tutti i casi di scarso versamento pleurico anamnesticamente trasudatizio, la terapia è sintomatologica, associando all'ossigenoterapia la somministrazione di un diuretico (soprattutto nei casi di insufficienza cardiaca); la terapia del versamento pleurico in corso di polmonite batterica è invece basata sull'uso di antibiotici quali le penicilline e le cefalosporine. Nei casi di batteri atipici e resistenti è necessario l'allestimento di un antibiogramma. I versamenti pleurici massivi complicati da gravi quadri sintomatologici (dispnea ingravescente) devono invece essere trattati con la toracocentesi o l'inserimento di un tubo di drenaggio. Nei soggetti con neoplasie in cui il versamento pleurico è recidivante può essere opportuno indurre la pleurodesi attraverso procedure come l'abrasione meccanica o anche talcaggio per via toracoscopica o attraverso infusione di doxiciclina.

## Galleria d'immagini

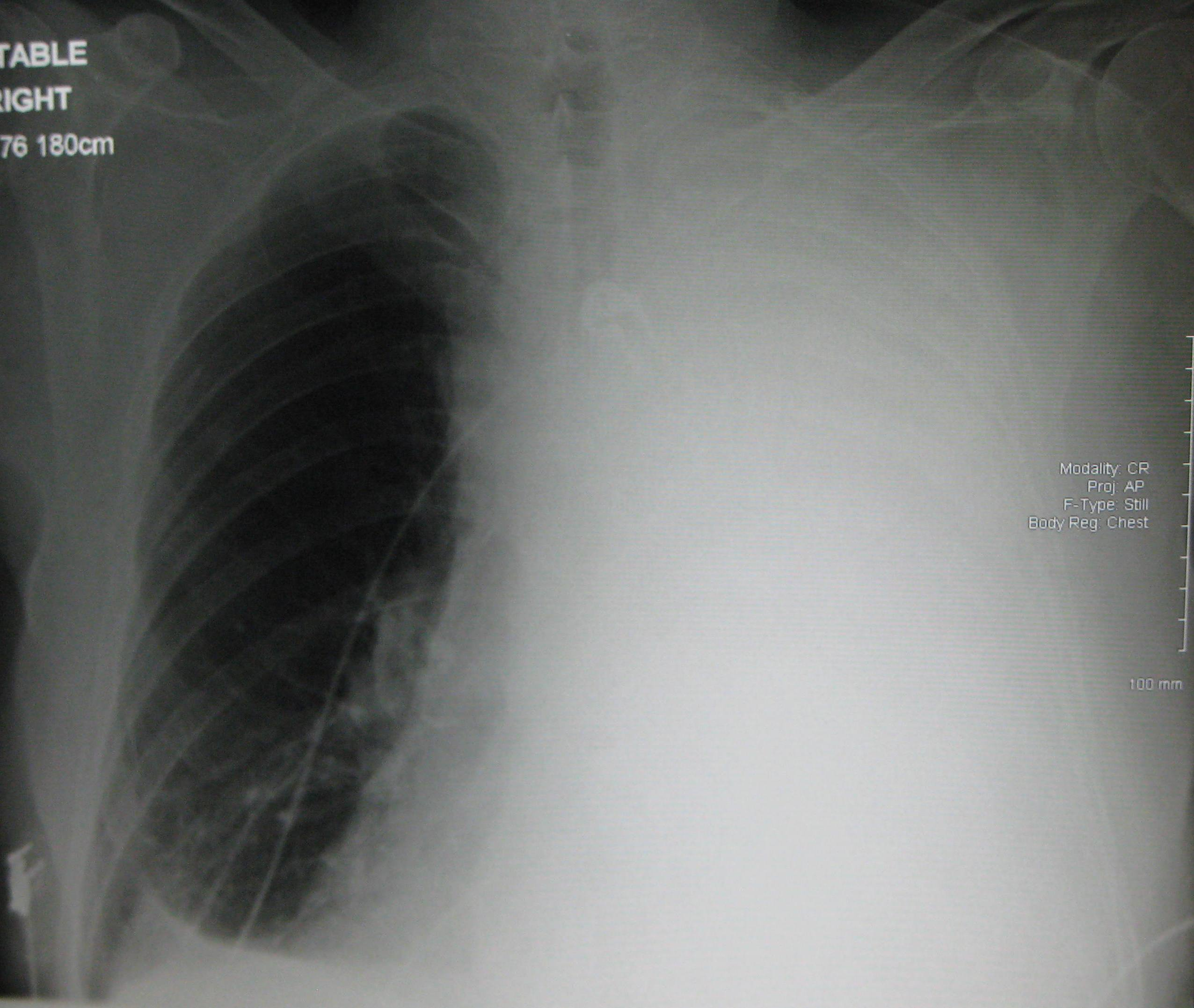
Reperto radiografico di massivo versamento pleurico dell'emitorace sinistro.
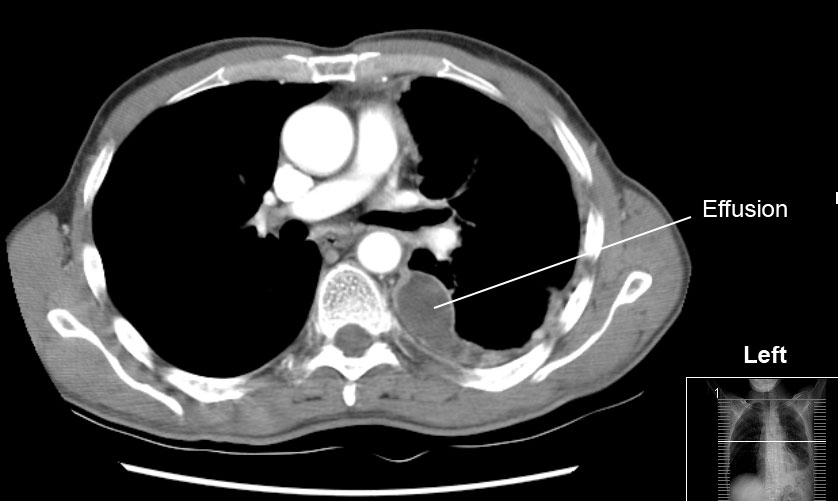
Reperto TAC del torace che mostra un versamento pleurico nella loggia paravertebrale sinistra (declive).
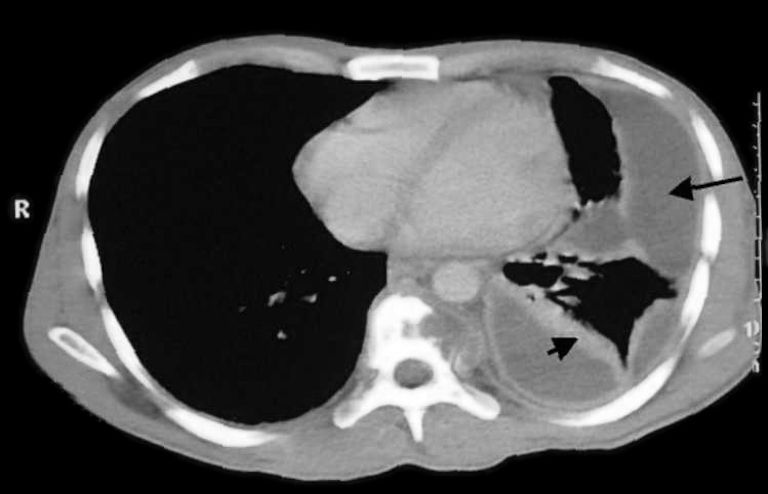
Reperto TAC di empiema pleurico.
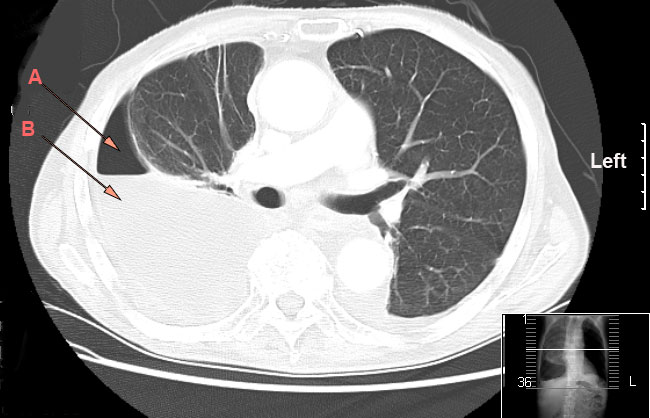
Reperto TAC di idro-pneumotorace. L'immagine mostra una raccolta di liquido declive (B) sovrastata da una raccolta area (B).
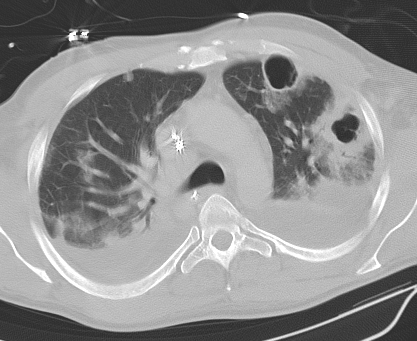
Reperto TAC di versamento pleurico in corso di polmonite con formazione di cavità ascessuali del parenchima.
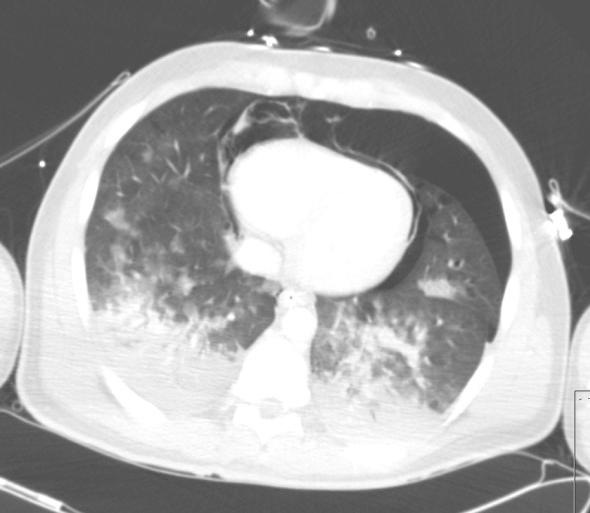
Reperto di TAC di emo-pneumotorace con emopericardio conseguente ad un grave trauma toracico.
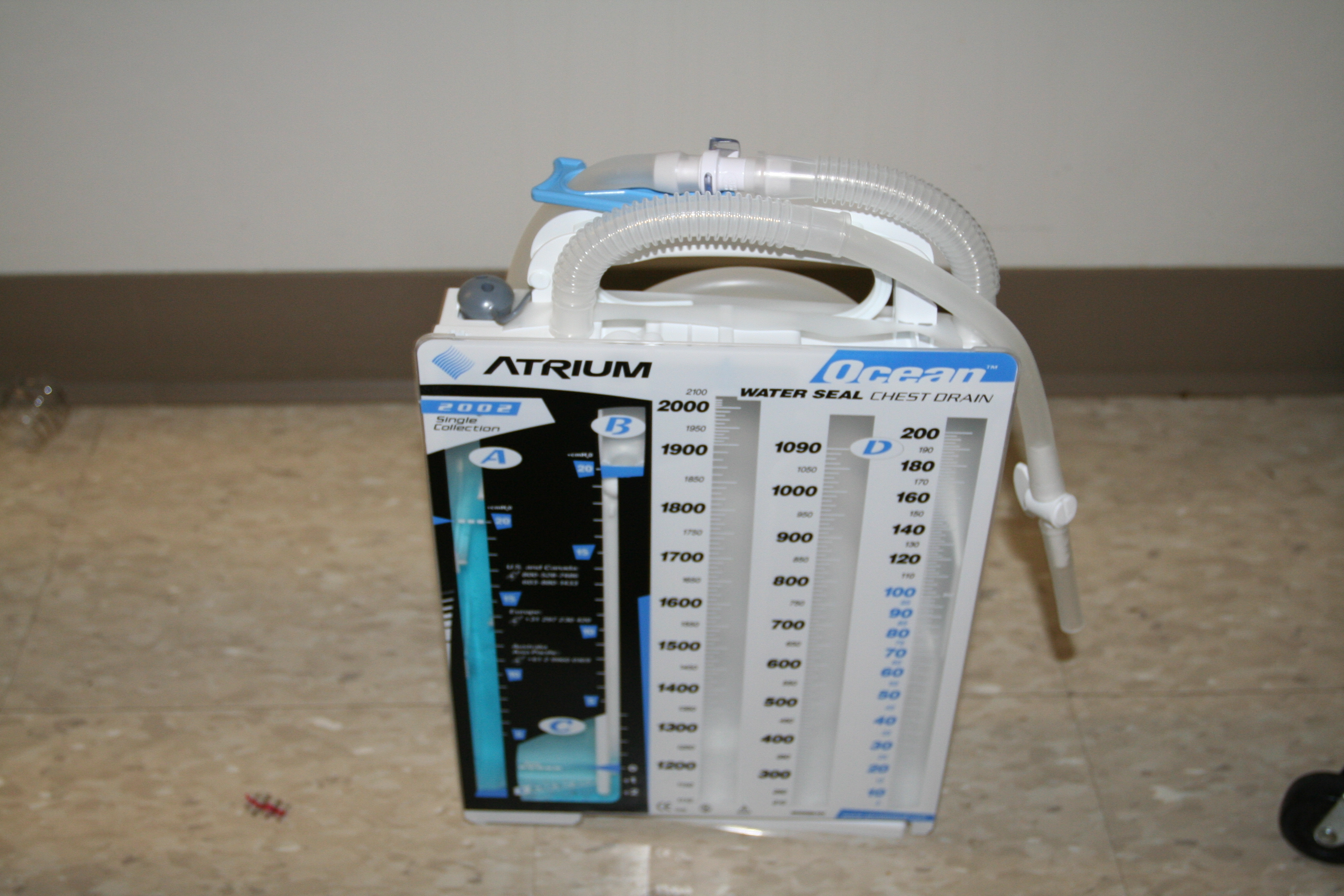
Tubo di drenaggio toracico connesso con contenitore di raccolta (vuoto). Nei compartimenti a destra si raccoglie il liquido pleurico, mentre il compartimento a sinistra contenente il fluido azzurro viene utilizzato per la valutazione delle pressioni intrapleuriche e delle possibili fughe aeree.
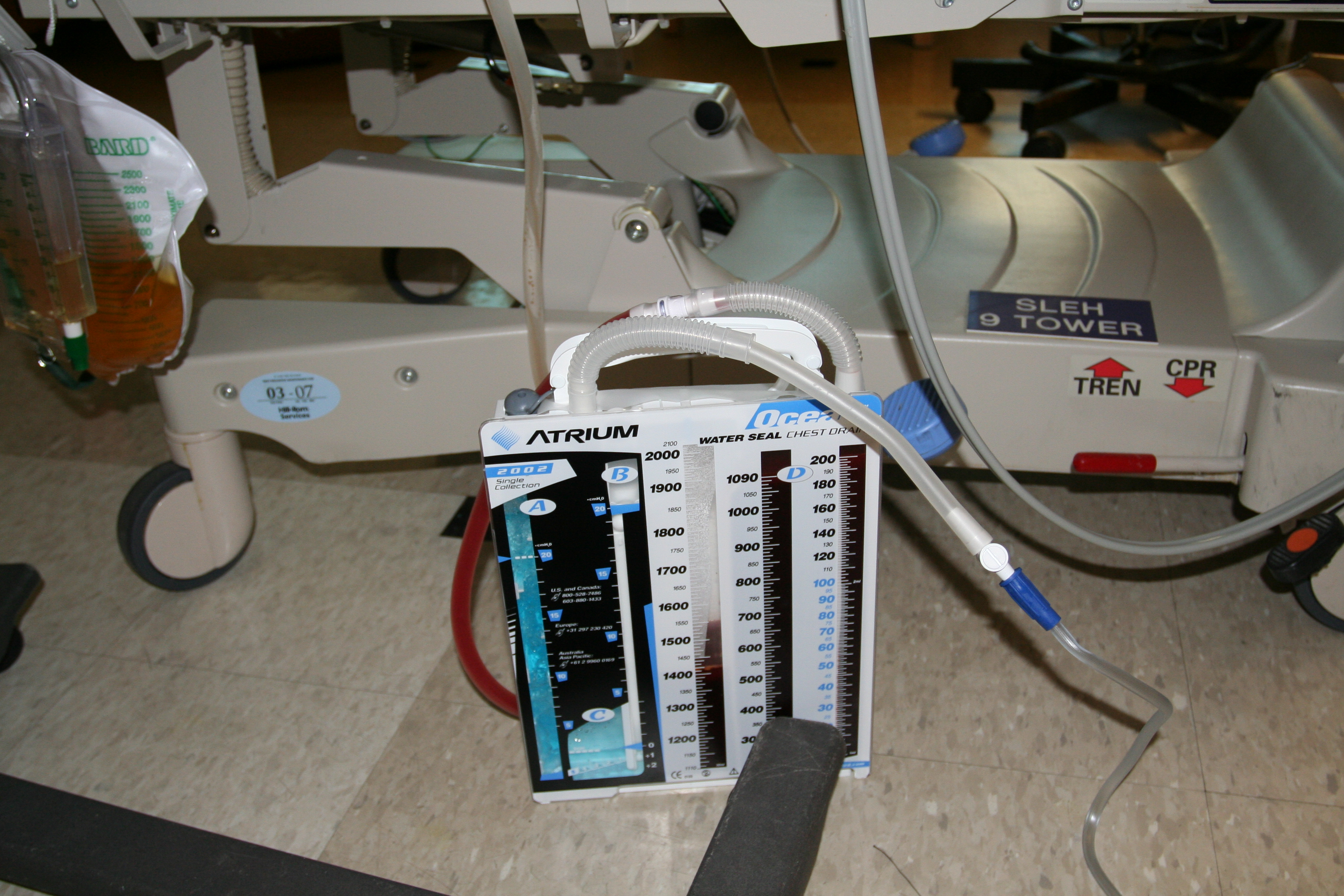
Tubo di drenaggio toracico connesso con contenitore di raccolta parzialmente riempito da liquido francamente ematico.